# Bairgania
Bairgania é um cidade no distrito de Sitamarhi , no estado indiano de Bihar.

## Demografia
Segundo o censo de 2001, Bairgania tinha uma população de 34.821 habitantes. Os indivíduos do sexo masculino constituem 53% da população e os do sexo feminino 47%. Bairgania tem uma taxa de literacia de 43%, inferior à média nacional de 59,5%; com 66% para o sexo masculino e 34% para o sexo feminino. 20% da população está abaixo dos 6 anos de idade.